# Sayé
Sayé (auch: Saé) ist ein Dorf in der Landgemeinde Dan-Goulbi in Niger.

## Geographie
Das von einem traditionellen Ortsvorsteher (chef traditionnel) geleitete Dorf befindet sich rund 13 Kilometer nordöstlich des Hauptorts Dan-Goulbi der gleichnamigen Landgemeinde, die zum Departement Dakoro in der Region Maradi gehört. Zu den weiteren Siedlungen in der Umgebung von Sayé zählen Guidan Mayaki im Südosten und Guidan Abarchi im Südwesten. Bei Sayé erstreckt sich ein großer Teich, der nur zeitweise Wasser führt.
Es herrscht das Klima der Sahelzone vor, mit einer durchschnittlichen jährlichen Niederschlagsmenge zwischen 300 und 400 mm.

## Bevölkerung
Bei der Volkszählung 2012 hatte Sayé 1191 Einwohner, die in 140 Haushalten lebten. Bei der Volkszählung 2001 betrug die Einwohnerzahl 568 in 76 Haushalten und bei der Volkszählung 1988 belief sich die Einwohnerzahl auf 285 in 45 Haushalten.
Die Bevölkerungsdichte in diesem Gebiet ist für nigrische Verhältnisse hoch.

## Wirtschaft und Infrastruktur
Das Gebiet der Ebenen im südlichen Teil der Region Maradi, in dem Sayé liegt, ist von einer anhaltenden Degradation der ackerbaulichen Flächen gekennzeichnet, die mit der hohen Bevölkerungsdichte in Zusammenhang steht. Im Dorf ist ein Gesundheitszentrum des Typs Centre de Santé Intégré (CSI) vorhanden.